# Grand Prix automobile de Monaco 1932

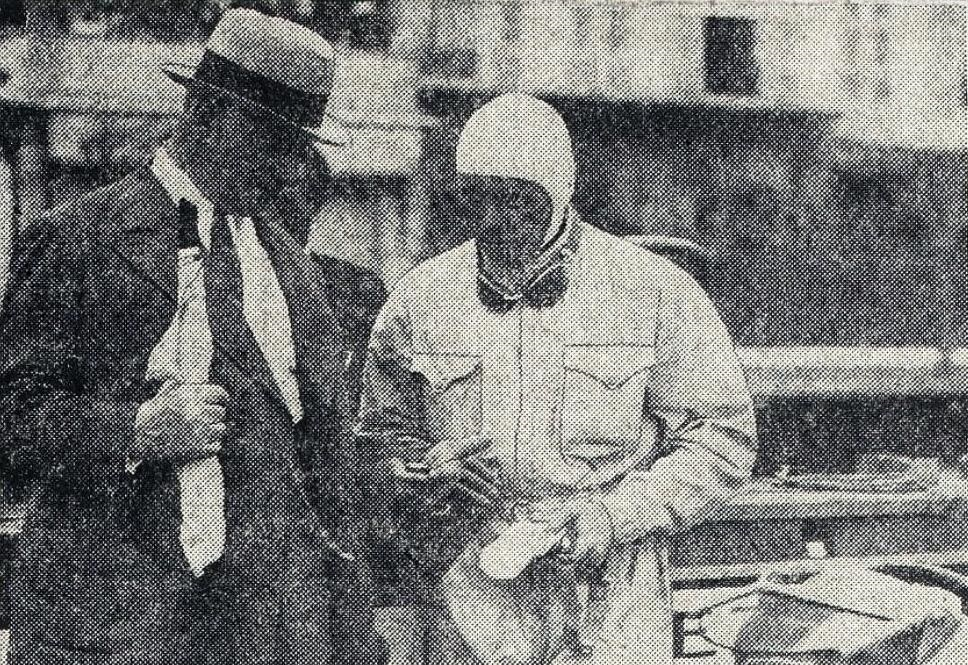
Charles Faroux, le directeur de course, dialogue avec Achille Varzi avant le départ.

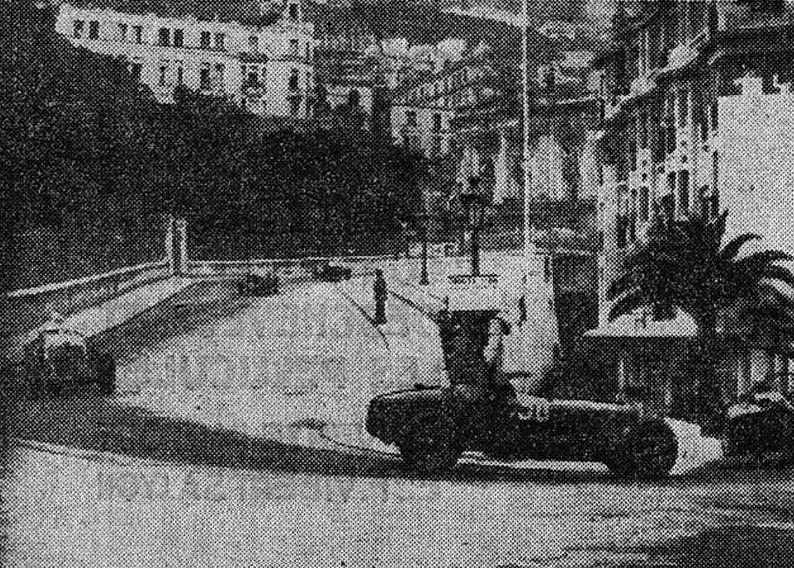
Premier tour du GP de Monaco 1932 (virage de la gare).

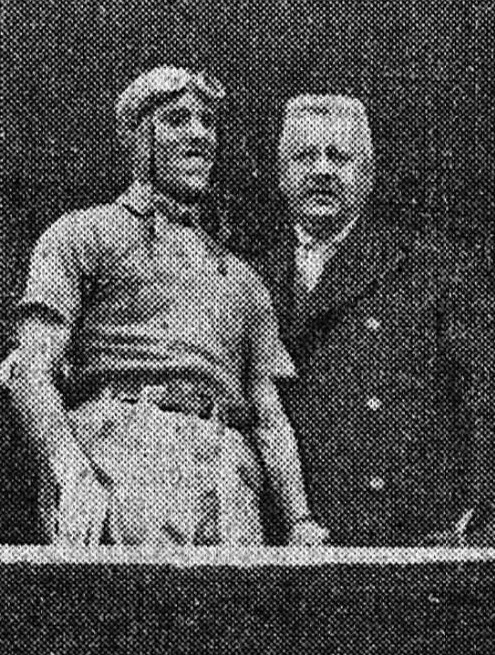
Tazio Nuvolari vainqueur du GP de Monaco 1932 (à la tribune au côté du Prince).

Le Grand Prix automobile de Monaco 1932 est un Grand Prix qui s'est tenu sur le circuit de Monaco le 17 avril 1932.

## Grille de départ
| 1re ligne | Pos. 3             | Pos. 2                 | Pos. 1                  |
| --------- | ------------------ | ---------------------- | ----------------------- |
|           | Ruggeri Maserati   | Étancelin Alfa Romeo   | Grover-Williams Bugatti |
| 2e ligne  | Pos. 6             | Pos. 5                 | Pos. 4                  |
|           | Czaykowski Bugatti | Campari Alfa Romeo     | Chiron Bugatti          |
| 3e ligne  | Pos. 9             | Pos. 8                 | Pos. 7                  |
|           | Dreyfus Maserati   | Borzacchini Alfa Romeo | Lehoux Bugatti          |
| 4e ligne  | Pos. 12            | Pos. 11                | Pos. 10                 |
|           |                    | Nuvolari Alfa Romeo    | Bouriat Bugatti         |
| 5e ligne  | Pos. 15            | Pos. 14                | Pos. 13                 |
|           | Howe Bugatti       | Caracciola Alfa Romeo  | Varzi Bugatti           |
| 6e ligne  | Pos. 18            | Pos. 17                | Pos. 16                 |
|           | Fagioli Maserati   | Zehender Alfa Romeo    | Divo Bugatti            |

## Classement de la course
| Pos  | N° | Pilote                  | Écurie     | Châssis          | Tours | Temps/Abandon                          | Grille |
| ---- | -- | ----------------------- | ---------- | ---------------- | ----- | -------------------------------------- | ------ |
| 1    | 28 | Tazio Nuvolari          | Alfa Corse | Alfa Romeo Monza | 100   | 3 h 32 min 25 s 2                      | 11     |
| 2    | 2  | Rudolf Caracciola       | Semi-privé | Alfa Romeo Monza | 100   | + 2 s 8                                | 14     |
| 3    | 36 | Luigi Fagioli           | Maserati   | Maserati 8C 2800 | 100   | + 17 s 8                               | 18     |
| 4    | 16 | Earl Howe               | Privé      | Bugatti T51      | 98    | + 2 tours                              | 15     |
| 5    | 32 | Goffredo Zehender       | Privé      | Alfa Romeo Monza | 96    | + 4 tours                              | 17     |
| 6    | 20 | Marcel Lehoux           | Privé      | Bugatti T51      | 95    | + 5 tours                              | 7      |
| 7    | 22 | William Grover-Williams | Privé      | Bugatti T51      | 95    | + 5 tours                              | 1      |
| 8    | 10 | Guy Bouriat             | Bugatti    | Bugatti T51      | 93    | + 7 tours                              | 10     |
| 9    | 14 | Albert Divo             | Bugatti    | Bugatti T51      | 91    | + 9 tours                              | 16     |
| Abd. | 24 | Baconin Borzacchini     | Alfa Corse | Alfa Romeo Monza | 85    | Freins                                 | 8      |
| Abd. | 34 | René Dreyfus            | Maserati   | Maserati 8C 2800 | 57    | Arbre de transmission et perte de roue | 9      |
| Abd. | 16 | Achille Varzi           | Bugatti    | Bugatti T51      | 56    | Essieu arrière                         | 13     |
| Abd. | 30 | Philippe Étancelin      | Privé      | Alfa Romeo Monza | 49    | Boîte de vitesses                      | 2      |
| Abd. | 18 | Stanisław Czaykowski    | Privé      | Bugatti T51      | 49    | Boîte de vitesses                      | 6      |
| Abd. | 12 | Louis Chiron            | Bugatti    | Bugatti T51      | 29    | Accident                               | 4      |
| Abd. | 38 | Amedeo Ruggeri          | Maserati   | Maserati 26M     | 12    | Compresseur                            | 16     |
| Np.  | 6  | Clifton Penn-Hughes     | Privé      | Bugatti T35B     | 0     | Accident aux essais                    |        |
| Np.  | 8  | Juan Zanelli            | Privé      | Nacional Pescara | 0     | Suspension                             |        |

- Légende: Abd.=Abandon - Np.=Non partant.